# Juda Halevi
Juda Halevi (Judah ben Shmuel Halevi tudi Yehuda Halevi ali ha-Levi; hebrejsko: יהודה הלוי‬ in Judah ben Shmuel Halevi יהודה בן שמואל הלוי‬; arabsko: يهوذا اللاوي‎), hebrejski, špansko-judovski srednjeveški pesnik, filozof in zdravnik, * pred 1075, Toledo ali Tudela, Španija, † 1141, Jeruzalem.
Halevi danes velja za enega najboljših in najpomembnejših hebrejskih pesnikov. Svetovno poznane so tako njegove verske kot tudi posvetne pesmi. Njegovo najbolj znano filozofsko delo je Kuzari.

## Življenjepis
Juda ben Samuel Halevi se je rodil leta 1075 v Španiji. Nekateri zapisi trdijo, da se je rodil v mestu Toledo, drugi v Tudeli. Čeprav so v Halevijevih otroških letih ozemlje srednje in severne Španije najprej zavzeli muslimani z Alfonzom VI., ki je širil islam, na čelu, kasneje pa cesar Alfonz I., ki je širil krščanstvo, v imenu Španskega cesarstva, je Halevi vedno trdil, da je kristjan. Kot mladostnik se je preselil v Granado, središče judovske literature in kulture, kjer je spoznal svojega mentorja, Mojzesa Ibn Ezro. V nekaterih zapisih so zasledili, da je obiskoval akademijo v Luceni, ki je mesto blizu Kordove, vendar ti podatki niso potrjeni. Edini oprijemljiv dokaz je kratka elegija, ki jo je napisal po smrti upravitelja akademije. V odraslih letih je deloval kot zdravnik, nekaj časa pa je preživel v Toledu, kjer se je udejstvoval pri sodnih zadevah. Trdil je, da mu je medicina zavzemala ogromno časa in se tako ni mogel dodatno izobraževati. Tako je Toledo zapustil in naslednja leta potoval po mestih na jugu Španije. Poleg teh informacij o Halevijevem osebnem življenju ni znano veliko, razen tega, da je imel hčerko, ki je svojega sina imenovala Juda, po Haleviju. Odkrili so tudi pisma Abrahama Ibn Ezre, ki je bil v dobrih odnosih s Halevijem in naj bi bil tudi poročen z njegovo hčerko.

## Potovanja in romanja
Halevi je v svojem življenju veliko potoval. Kot mladenič se je odpravil v Andaluzijo. Na poti v Kordobi se je udeležil pesniškega tekmovanja, kjer je posnemal pesmi že omenjenega takrat zelo poznanega judovskega pesnika Mojzesa ibn Ezre in zmagal. Z Mojzesom sta se spoprijateljila, nekaj časa pa je z njim preživel v Granadi, ki je bila takratni center judovske vere ter intelektualcev.
Po 1090 je nadaljeval svoje potovanje, saj se je zaradi zavzetja Španije s strani Almoravidov po tamkajšnjem ozemlju razširila muslimanska vera, položaj Judov pa se je močno poslabšal. Po virih je znano, da je pesnik v času, ko je Alfonzovo kastiljsko kraljestvo zavzelo Toledo, bil ravno tam. Halevi kasneje najverjetneje odide v Luceno, kjer nekateri predvidevajo, da je obiskoval akademijo. Tam je spesnil je tudi elegijo o smrti Isaaca Alfasi, voditelja akademije.
V naslednjih dvajsetih letih je potoval, ustalil pa se je spet v Toledu, kjer je opravljal medicinsko prakso. Toledo je zapustil leta 1109 pred smrtjo Alfonza VI. Med drugim so potrjene tudi povezave Halevija s skupinami severnoafriških, egipčanskih Judov ter Judov iz Narbonna.
Za zadnje potovanje se je odločil leta 1139, ko se je kot predan judovski vernik napotil proti Izraelu. Odpovedal se je stikom z družino in prijatelji ter se podal na pot v Sveto deželo, kjer je želel umreti. 1140 je skupaj z Izakom, ki je bil sin Abrahama ibn Ezre, prispel v Aleksandrijo. V roku nekaj mesecev se je preselil v Kairo. Na poti v Palestino ladja Eres israel, s katero je plul, zaradi slabega vremena nikoli ni pristala. Po pismih kairske Genize vemo, da je Halevi umrl pet mesecev po prihodu v Egipt. Tam je tudi pokopan.
Sicer pa obstaja tudi legenda, po kateri je Halevi vendarle prišel do Palestine, tam pa naj bi ga pred Jeruzalemom pomendral in ubil arabski konjenik, medtem ko je Halevi recitiral svojo odo Sionu.

## Dela
Juda Halevi je deloval predvsem na področju filozofije in poezije. V tako imenovanem »zlatem hebrejskem obdobju« (10. – 12. stoletje) si je s svojimi mojstrovinami med sodobniki prislužil naziv enega izmed najboljših hebrejskih poetov, ta naziv pa se je ohranil do danes. Ustvarjal je tako verske kot posvetne pesmi, mnoge so še danes v uporabi v bogoslužju. Kot večina ostalih intelektualcev muslimanskega dela Španije, je tudi Halevi pisal prozo v arabščini in liriko v hebrejščini. Veliko njegovih pomembnih pesmi je nastalo v obdobju, ko je pesnik živel v Granadi, mnoge so bile znane tudi zunaj meja Španije.
Kot ostali hebrejski pesniki se je držal formalne zgradbe pesmi. Uporabljal je dva vzorca zunanje zgradbe. Prvi je klasičen vzorec arabske poezije z enim ritmom, drugi vzorec pa je bil za tisti čas novejši, bil je namreč refrenski oziroma stofičen. Njegovo pesništvo je temeljilo na pogrebnih odah, pesmih o uživanju življenja, ugankah in pivskih pesmih; prizadeval si je ne za arabski, temveč za biblijski način izražanja. Pomemben mu je bil zven pesmi in duhovitost. 

### Posvetna poezija
Halevijeva posvetna poezija vsebuje hvalnice in pesmi o prijateljstvu. V Córdobi je Halevi posvetil ganljivo poslovilno pesem filozofu in pesniku, Josephu ibn Zaddiku. Pisal je tudi elegije, izmed katerih so mnoge posvečene prijateljem, kot so brati Juda, Isaac in Moses ibn Ezra (Rabiju Mojzesu ibn Ezri, ob odhodu). Ko je bil njegov prijatelj, Solomon ibn Farissol, 3. maja 1108 umorjen, je Juda hvalnico (št. 11, 22) spremenil v žalostinko (št. 12, 13, 93, itd.). V času Halevijevega življenja je zaradi kuge narasla umrljivost otrok, zato je pisal elegije tudi o tej temi. Življenjepisec Hillel Halkin je postavil domnevo, da je eno izmed elegij namenil tudi enemu izmed svojih otrok, ki ni dočakal odraslih let (Halkin, Hillel. Yehuda Halevi. New York: Nextbook, 2010. str. 81.). Med posvetno poezijo spadajo tudi napitnice in ljubezenske pesmi, kot je Suženj ljubezni.

### Verska poezija
Halevi je doživel »prebujanje«, ki je spremenilo njegov pogled na svet, zato je začel pisati predvsem religiozno poezijo, v pesmi pa je pogosto vključeval misel o vrnitvi v obljubljeno deželo. Verjel je, da je popolno judovsko življenje možno le v Izraelu. Upanje o vrnitvi mu je prineslo predvsem obdobje političnih agitacij okoli leta 1130, ko se je zaostroval konflikt med islamom in krščanstvom. Halevi nikoli ni izgubil upanja o vrnitvi v Izrael in v večnost svojih ljudi. Velikokrat je to tematiko izrazil v svoji poeziji.

### Liturgična poezija
Najdaljša in najobširnejša pesnitev je »Kedushah«, ki poziva celotni svet, naj hvali Boga z radostjo. Te pesmi so bile prenesene do drugih dežel, celo do Indije. Vplivale so na obrede drugje, Karaitsko judovstvo je nekatere vključilo v molitveno knjigo. Halevi je pisal tudi šabatne hvalnice. Njegovi sodobniki so ga poimenovali kot »pomembnega judovskega narodnega pesnika«. Halevijevo liturgično pesem Mi Kamoka je v italijanščino prevedel Samuel di Castelnuovo in jo leta 1609 objavil v Benetkah.

### Kuzari
Leta 1140 je napisal knjigo v arabščini z naslovom Sefer ha-Kuzari ali krajše Kuzari, ki je njegovo najpomembnejše filozofsko delo. Sestavljeno je iz petih delov. V njih Halevi razloži svoj odnos do učenja judovske vere, ki ga je branil ter zagovarjal pred ne-judovskimi filozofi, Aristotelskimi grškimi filozofi in neverniki. Knjiga je napisana v obliki dialoga med rabinom (judovskim razlagalcem Svetega pisma) in kraljem Hazarov z imenom Bulan, ki je bil pogan. Hazari so bili polnomadsko turško ljudstvo, ki so živeli v stepah na območju med Kaspijskim jezerom ter Črnim morjem. Poštenega kralja Bulana v knjigi vznemirjajo in nervirajo sanje, ki se pogosto ponavljajo in, v katerih mu angel govori, da Stvarnik kraljeve namere podpira, njegovih dejanj pa ne. Te sanje so ga spodbudile, da je pripeljal grškega filozofa, krščanskega misijonarja, muslimanskega mulo in judovskega modreca v svojo palačo in jih prosil, naj mu pomagajo pri izbiri vere. Navdušiti ga je uspel le rabin, s pomočjo katerega je po dolgih pogovorih prišel do ugotovitve, da je judovstvo edino pravo verstvo. Potem ko je kralj sprejel judovsko vero, je to naredil še velik del ljudstva. V zadnjih štirih delih Kuzarija se rabin in kralj pogovarjata o najrazličnejših temah glede vere: o temeljih judovstva, tradiciji, prerokih, posmrtnem življenju, hebrejskem jeziku in o mnogih drugih temah. Kuzari je bil preveden v ogromno jezikov, a v slovenščino še ne. Najbolj znan prevod je v hebrejščino, napisal ga je Judah ibn Tibbon.

### Dela v slovenščini
V slovenščini je leta 1997 izšla zbirka Halevijeve lirike, ki jo je prevedel Gorazd Kocijančič.

## Juda Halevi kot filozof
Halevijeva predstava o Bogu je vplivala na vsebino njegovih kasnejših del. Kljub temu da je nanj močno vplival Al-Ghazali, filozof in mistik Sunni Islama, je Halevi islam preziral. Tako kot Al-Gazali, si je tudi Halevi prizadeval osvoboditi vero pred raznimi filozofskimi sistemi.